# Kvalspelet till världsmästerskapet i fotboll 2014 (Conmebol)
I det sydamerikanska kvalspelet till världsmästerskapet i fotboll 2014 deltog nio länder och tävlade om 4 direktplatser och en playoff-plats till mästerskapet. Alla lag i Conmebol deltog förutom Brasiliens landslag, eftersom de är kvalificerade som värdar av turneringen. Kvalet inleddes 7 oktober 2011 och avslutades 15 oktober 2013.

## Poäng- och resultattabeller
| Nr | CONMEBOL ( ) | S  | V | O | F  | GM | IM | MS  | P  |
| -- | ------------ | -- | - | - | -- | -- | -- | --- | -- |
| 1  | Argentina    | 16 | 9 | 5 | 2  | 35 | 15 | +20 | 32 |
| 2  | Colombia     | 16 | 9 | 3 | 4  | 27 | 13 | +14 | 30 |
| 3  | Chile        | 16 | 9 | 1 | 6  | 29 | 25 | +4  | 28 |
| 4  | Ecuador      | 16 | 7 | 4 | 5  | 20 | 16 | +4  | 25 |
| 5  | Uruguay      | 16 | 7 | 4 | 5  | 25 | 25 | 0   | 25 |
| 6  | Venezuela    | 16 | 5 | 5 | 6  | 14 | 20 | −6  | 20 |
| 7  | Peru         | 16 | 4 | 3 | 9  | 17 | 26 | −9  | 15 |
| 8  | Bolivia      | 16 | 2 | 6 | 8  | 17 | 30 | −13 | 12 |
| 9  | Paraguay     | 16 | 3 | 3 | 10 | 17 | 31 | −14 | 12 |

| CONMEBOL ( ) | Argentina | Bolivia | Chile | Colombia | Ecuador | Paraguay | Peru | Uruguay | Venezuela |
| Argentina    | —         | 1–1     | 4–1   | 0–0      | 4–0     | 3–1      | 3–1  | 3–0     | 3–0       |
| Bolivia      | 1–1       | —       | 0–2   | 1–2      | 1–1     | 3–1      | 1–1  | 4–1     | 1–1       |
| Chile        | 1–2       | 3–1     | —     | 1–3      | 2–1     | 2–0      | 4–2  | 2–0     | 3–0       |
| Colombia     | 1–2       | 5–0     | 3–3   | —        | 1–0     | 2–0      | 2–0  | 4–0     | 1–1       |
| Ecuador      | 1–1       | 1–0     | 3–1   | 1–0      | —       | 4–1      | 2–0  | 1–0     | 2–0       |
| Paraguay     | 2–5       | 4–0     | 1–2   | 1–2      | 2–1     | —        | 1–0  | 1–1     | 0–2       |
| Peru         | 1–1       | 1–1     | 1–0   | 0–1      | 1–0     | 2–0      | —    | 1–2     | 2–1       |
| Uruguay      | 3–2       | 4–2     | 4–0   | 2–0      | 1–1     | 1–1      | 4–2  | —       | 1–1       |
| Venezuela    | 1–0       | 1–0     | 0–2   | 1–0      | 1–1     | 1–1      | 3–2  | 0–1     | —         |

## Matchdagar
Matcherna spelas mellan 7 oktober 2011 och 15 oktober 2013.

### Omgång 1
|             | 7 oktober 2011 | Uruguay                              | 4 – 2           | Bolivia                        | Estadio Centenario                                            |                                                               |
| 17:00 UTC-2 | 17:00 UTC-2    | Suárez 4′ Lugano 26′, 71′ Cavani 35′ | (3 – 1) Rapport | Cardozo 18′ Martins 86′ (str.) | Montevideo Publik: 25 500 Domare: Víctor Hugo Carrillo (Peru) | Montevideo Publik: 25 500 Domare: Víctor Hugo Carrillo (Peru) |
| 17:00 UTC-2 | 17:00 UTC-2    |                                      |                 |                                | Montevideo Publik: 25 500 Domare: Víctor Hugo Carrillo (Peru) | Montevideo Publik: 25 500 Domare: Víctor Hugo Carrillo (Peru) |
| 17:00 UTC-2 | 17:00 UTC-2    |                                      |                 |                                | Montevideo Publik: 25 500 Domare: Víctor Hugo Carrillo (Peru) | Montevideo Publik: 25 500 Domare: Víctor Hugo Carrillo (Peru) |

|             | 7 oktober 2011 | Ecuador                  | 2 – 0           | Venezuela | Estadio Olímpico Atahualpa                         |                                                    |
| 16:05 UTC-5 | 16:05 UTC-5    | J. Ayoví 15′ Benítez 28′ | (2 – 0) Rapport |           | Quito Publik: 32 278 Domare: Enrique Osses (Chile) | Quito Publik: 32 278 Domare: Enrique Osses (Chile) |
| 16:05 UTC-5 | 16:05 UTC-5    |                          |                 |           | Quito Publik: 32 278 Domare: Enrique Osses (Chile) | Quito Publik: 32 278 Domare: Enrique Osses (Chile) |
| 16:05 UTC-5 | 16:05 UTC-5    |                          |                 |           | Quito Publik: 32 278 Domare: Enrique Osses (Chile) | Quito Publik: 32 278 Domare: Enrique Osses (Chile) |

|             | 7 oktober 2011 | Argentina                      | 4 – 1           | Chile         | Estadio Monumental Antonio Vespucio Liberti                  |                                                              |
| 20:10 UTC-3 | 20:10 UTC-3    | Higuaín 8′, 52′, 63′ Messi 26′ | (2 – 0) Rapport | Fernández 59′ | Buenos Aires Publik: 26 161 Domare: Wilmar Roldán (Colombia) | Buenos Aires Publik: 26 161 Domare: Wilmar Roldán (Colombia) |
| 20:10 UTC-3 | 20:10 UTC-3    |                                |                 |               | Buenos Aires Publik: 26 161 Domare: Wilmar Roldán (Colombia) | Buenos Aires Publik: 26 161 Domare: Wilmar Roldán (Colombia) |
| 20:10 UTC-3 | 20:10 UTC-3    |                                |                 |               | Buenos Aires Publik: 26 161 Domare: Wilmar Roldán (Colombia) | Buenos Aires Publik: 26 161 Domare: Wilmar Roldán (Colombia) |

|             | 7 oktober 2011 | Peru              | 2 – 0           | Paraguay | Estadio Nacional                                        |                                                         |
| 20:15 UTC-5 | 20:15 UTC-5    | Guerrero 47′, 73′ | (0 – 0) Rapport |          | Lima Publik: 39 600 Domare: Sergio Pezzotta (Argentina) | Lima Publik: 39 600 Domare: Sergio Pezzotta (Argentina) |
| 20:15 UTC-5 | 20:15 UTC-5    |                   |                 |          | Lima Publik: 39 600 Domare: Sergio Pezzotta (Argentina) | Lima Publik: 39 600 Domare: Sergio Pezzotta (Argentina) |
| 20:15 UTC-5 | 20:15 UTC-5    |                   |                 |          | Lima Publik: 39 600 Domare: Sergio Pezzotta (Argentina) | Lima Publik: 39 600 Domare: Sergio Pezzotta (Argentina) |

### Omgång 2
|             | 11 oktober 2011 | Bolivia    | 1 – 2           | Colombia               | Estadio Hernando Siles                                   |                                                          |
| 16:00 UTC-4 | 16:00 UTC-4     | Flores 84′ | (0 – 0) Rapport | Pabón 48′ Falcao 90+2′ | La Paz Publik: 33 155 Domare: Carlos Amarilla (Paraguay) | La Paz Publik: 33 155 Domare: Carlos Amarilla (Paraguay) |
| 16:00 UTC-4 | 16:00 UTC-4     |            |                 |                        | La Paz Publik: 33 155 Domare: Carlos Amarilla (Paraguay) | La Paz Publik: 33 155 Domare: Carlos Amarilla (Paraguay) |
| 16:00 UTC-4 | 16:00 UTC-4     |            |                 |                        | La Paz Publik: 33 155 Domare: Carlos Amarilla (Paraguay) | La Paz Publik: 33 155 Domare: Carlos Amarilla (Paraguay) |

|             | 11 oktober 2011 | Chile                                          | 4 – 2           | Peru                   | Estadio Monumental David Arellano                     |                                                       |
| 19:45 UTC-3 | 19:45 UTC-3     | Ponce 2′ Vargas 18′ Medel 47′ Suazo 63′ (str.) | (2 – 0) Rapport | Pizarro 49′ Farfán 59′ | Santiago Publik: 39 000 Domare: Raúl Orosco (Bolivia) | Santiago Publik: 39 000 Domare: Raúl Orosco (Bolivia) |
| 19:45 UTC-3 | 19:45 UTC-3     |                                                |                 |                        | Santiago Publik: 39 000 Domare: Raúl Orosco (Bolivia) | Santiago Publik: 39 000 Domare: Raúl Orosco (Bolivia) |
| 19:45 UTC-3 | 19:45 UTC-3     |                                                |                 |                        | Santiago Publik: 39 000 Domare: Raúl Orosco (Bolivia) | Santiago Publik: 39 000 Domare: Raúl Orosco (Bolivia) |

|             | 11 oktober 2011 | Paraguay    | 1 – 1           | Uruguay    | Estadio Defensores del Chaco                              |                                                           |
| 19:45 UTC-3 | 19:45 UTC-3     | Ortiz 90+1′ | (0 – 0) Rapport | Forlán 67′ | Asunción Publik: 12 922 Domare: Wilson Seneme (Brasilien) | Asunción Publik: 12 922 Domare: Wilson Seneme (Brasilien) |
| 19:45 UTC-3 | 19:45 UTC-3     |             |                 |            | Asunción Publik: 12 922 Domare: Wilson Seneme (Brasilien) | Asunción Publik: 12 922 Domare: Wilson Seneme (Brasilien) |
| 19:45 UTC-3 | 19:45 UTC-3     |             |                 |            | Asunción Publik: 12 922 Domare: Wilson Seneme (Brasilien) | Asunción Publik: 12 922 Domare: Wilson Seneme (Brasilien) |

|                | 11 oktober 2011 | Venezuela      | 1 – 0           | Argentina | Estadio José Antonio Anzoátegui                                 |                                                                 |
| 20:20 UTC-4:30 | 20:20 UTC-4:30  | Amorebieta 61′ | (0 – 0) Rapport |           | Puerto la Cruz Publik: 35 600 Domare: Roberto Silvera (Uruguay) | Puerto la Cruz Publik: 35 600 Domare: Roberto Silvera (Uruguay) |
| 20:20 UTC-4:30 | 20:20 UTC-4:30  |                |                 |           | Puerto la Cruz Publik: 35 600 Domare: Roberto Silvera (Uruguay) | Puerto la Cruz Publik: 35 600 Domare: Roberto Silvera (Uruguay) |
| 20:20 UTC-4:30 | 20:20 UTC-4:30  |                |                 |           | Puerto la Cruz Publik: 35 600 Domare: Roberto Silvera (Uruguay) | Puerto la Cruz Publik: 35 600 Domare: Roberto Silvera (Uruguay) |

### Omgång 3
|             | 11 november 2011 | Argentina   | 1 – 1           | Bolivia     | Estadio Malvinas s                                   |                                                      |
| 17:00 UTC-3 | 17:00 UTC-3      | Lavezzi 60′ | (0 – 0) Rapport | Martins 56′ | Mendoza Publik: 27 592 Domare: Carlos Vera (Ecuador) | Mendoza Publik: 27 592 Domare: Carlos Vera (Ecuador) |
| 17:00 UTC-3 | 17:00 UTC-3      |             |                 |             | Mendoza Publik: 27 592 Domare: Carlos Vera (Ecuador) | Mendoza Publik: 27 592 Domare: Carlos Vera (Ecuador) |
| 17:00 UTC-3 | 17:00 UTC-3      |             |                 |             | Mendoza Publik: 27 592 Domare: Carlos Vera (Ecuador) | Mendoza Publik: 27 592 Domare: Carlos Vera (Ecuador) |

|             | 11 november 2011 | Uruguay                   | 4 – 0           | Chile | Estadio Centenario                                            |                                                               |
| 21:00 UTC-3 | 21:00 UTC-3      | Suárez 42′, 45′, 68′, 74′ | (2 – 0) Rapport |       | Montevideo Publik: 40 500 Domare: Héctor Baldassi (Argentina) | Montevideo Publik: 40 500 Domare: Héctor Baldassi (Argentina) |
| 21:00 UTC-3 | 21:00 UTC-3      |                           |                 |       | Montevideo Publik: 40 500 Domare: Héctor Baldassi (Argentina) | Montevideo Publik: 40 500 Domare: Héctor Baldassi (Argentina) |
| 21:00 UTC-3 | 21:00 UTC-3      |                           |                 |       | Montevideo Publik: 40 500 Domare: Héctor Baldassi (Argentina) | Montevideo Publik: 40 500 Domare: Héctor Baldassi (Argentina) |

|             | 11 november 2011 | Paraguay              | 2 – 1           | Ecuador     | Estadio Defensores del Chaco                             |                                                          |
| 21:00 UTC-3 | 21:00 UTC-3      | Riveros 47′ Verón 58′ | (0 – 0) Rapport | Rojas 90+2′ | Asunción Publik: 11 173 Domare: Jose Buitrago (Colombia) | Asunción Publik: 11 173 Domare: Jose Buitrago (Colombia) |
| 21:00 UTC-3 | 21:00 UTC-3      |                       |                 |             | Asunción Publik: 11 173 Domare: Jose Buitrago (Colombia) | Asunción Publik: 11 173 Domare: Jose Buitrago (Colombia) |
| 21:00 UTC-3 | 21:00 UTC-3      |                       |                 |             | Asunción Publik: 11 173 Domare: Jose Buitrago (Colombia) | Asunción Publik: 11 173 Domare: Jose Buitrago (Colombia) |

|             | 11 november 2011 | Colombia   | 1 – 1           | Venezuela        | Estadio Metropolitano Roberto Meléndez                   |                                                          |
| 19:00 UTC-5 | 19:00 UTC-5      | Guarin 11′ | (1 – 0) Rapport | F. Feltscher 79′ | Barranquilla Publik: 49 612 Domare: Omar Ponce (Ecuador) | Barranquilla Publik: 49 612 Domare: Omar Ponce (Ecuador) |
| 19:00 UTC-5 | 19:00 UTC-5      |            |                 |                  | Barranquilla Publik: 49 612 Domare: Omar Ponce (Ecuador) | Barranquilla Publik: 49 612 Domare: Omar Ponce (Ecuador) |
| 19:00 UTC-5 | 19:00 UTC-5      |            |                 |                  | Barranquilla Publik: 49 612 Domare: Omar Ponce (Ecuador) | Barranquilla Publik: 49 612 Domare: Omar Ponce (Ecuador) |

### Omgång 4
|             | 15 november 2011 | Colombia  | 1 – 2           | Argentina            | Estadio Metropolitano Roberto Meléndez                          |                                                                 |
| 16:00 UTC-5 | 16:00 UTC-5      | Pábón 45′ | (1 – 0) Rapport | Messi 60′ Agüero 84′ | Barranquilla Publik: 49 600 Domare: Sálvio Fagundes (Brasilien) | Barranquilla Publik: 49 600 Domare: Sálvio Fagundes (Brasilien) |
| 16:00 UTC-5 | 16:00 UTC-5      |           |                 |                      | Barranquilla Publik: 49 600 Domare: Sálvio Fagundes (Brasilien) | Barranquilla Publik: 49 600 Domare: Sálvio Fagundes (Brasilien) |
| 16:00 UTC-5 | 16:00 UTC-5      |           |                 |                      | Barranquilla Publik: 49 600 Domare: Sálvio Fagundes (Brasilien) | Barranquilla Publik: 49 600 Domare: Sálvio Fagundes (Brasilien) |

|             | 15 november 2011 | Ecuador                | 2 – 0           | Peru | Estadio Olímpico Atahualpa                             |                                                        |
| 16:00 UTC-5 | 16:00 UTC-5      | Méndez 70′ Benítez 89′ | (0 – 0) Rapport |      | Quito Publik: 34 481 Domare: Jorge Larrionda (Uruguay) | Quito Publik: 34 481 Domare: Jorge Larrionda (Uruguay) |
| 16:00 UTC-5 | 16:00 UTC-5      |                        |                 |      | Quito Publik: 34 481 Domare: Jorge Larrionda (Uruguay) | Quito Publik: 34 481 Domare: Jorge Larrionda (Uruguay) |
| 16:00 UTC-5 | 16:00 UTC-5      |                        |                 |      | Quito Publik: 34 481 Domare: Jorge Larrionda (Uruguay) | Quito Publik: 34 481 Domare: Jorge Larrionda (Uruguay) |

|             | 15 november 2011 | Chile                           | 2 – 0           | Paraguay | Estadio Nacional                                        |                                                         |
| 20:30 UTC-3 | 20:30 UTC-3      | Contreras 28′ Matías Campos 85′ | (1 – 0) Rapport |          | Santiago Publik: 44 726 Domare: Héber Lopes (Brasilien) | Santiago Publik: 44 726 Domare: Héber Lopes (Brasilien) |
| 20:30 UTC-3 | 20:30 UTC-3      |                                 |                 |          | Santiago Publik: 44 726 Domare: Héber Lopes (Brasilien) | Santiago Publik: 44 726 Domare: Héber Lopes (Brasilien) |
| 20:30 UTC-3 | 20:30 UTC-3      |                                 |                 |          | Santiago Publik: 44 726 Domare: Héber Lopes (Brasilien) | Santiago Publik: 44 726 Domare: Héber Lopes (Brasilien) |

|                | 15 november 2011 | Venezuela       | 1 – 0           | Bolivia | Estadio Pueblo Nuevo                                        |                                                             |
| 20:30 UTC-4:30 | 20:30 UTC-4:30   | Vizcarrondo 24′ | (1 – 0) Rapport |         | San Cristóbal Publik: 33 351 Domare: Georges Buckley (Peru) | San Cristóbal Publik: 33 351 Domare: Georges Buckley (Peru) |
| 20:30 UTC-4:30 | 20:30 UTC-4:30   |                 |                 |         | San Cristóbal Publik: 33 351 Domare: Georges Buckley (Peru) | San Cristóbal Publik: 33 351 Domare: Georges Buckley (Peru) |
| 20:30 UTC-4:30 | 20:30 UTC-4:30   |                 |                 |         | San Cristóbal Publik: 33 351 Domare: Georges Buckley (Peru) | San Cristóbal Publik: 33 351 Domare: Georges Buckley (Peru) |

### Omgång 5
|             | 2 juni 2012 | Uruguay          | 1 – 1           | Venezuela     | Estadio Centenario                                         |                                                            |
| 15:00 UTC-3 | 15:00 UTC-3 | Diego Forlán 38′ | (1 – 0) Rapport | J. Rondón 84′ | Montevideo Publik: 57 000 Domare: Antonio Arias (Paraguay) | Montevideo Publik: 57 000 Domare: Antonio Arias (Paraguay) |
| 15:00 UTC-3 | 15:00 UTC-3 |                  |                 |               | Montevideo Publik: 57 000 Domare: Antonio Arias (Paraguay) | Montevideo Publik: 57 000 Domare: Antonio Arias (Paraguay) |
| 15:00 UTC-3 | 15:00 UTC-3 |                  |                 |               | Montevideo Publik: 57 000 Domare: Antonio Arias (Paraguay) | Montevideo Publik: 57 000 Domare: Antonio Arias (Paraguay) |

|             | 2 juni 2012 | Bolivia | 0 – 2           | Chile                    | Estadio Hernando Siles                                   |                                                          |
| 16:10 UTC-4 | 16:10 UTC-4 |         | (0 – 1) Rapport | Aránguiz 45+3′ Vidal 83′ | La Paz Publik: 34 389 Domare: Alfredo Intriago (Ecuador) | La Paz Publik: 34 389 Domare: Alfredo Intriago (Ecuador) |
| 16:10 UTC-4 | 16:10 UTC-4 |         |                 |                          | La Paz Publik: 34 389 Domare: Alfredo Intriago (Ecuador) | La Paz Publik: 34 389 Domare: Alfredo Intriago (Ecuador) |
| 16:10 UTC-4 | 16:10 UTC-4 |         |                 |                          | La Paz Publik: 34 389 Domare: Alfredo Intriago (Ecuador) | La Paz Publik: 34 389 Domare: Alfredo Intriago (Ecuador) |

|             | 2 juni 2012 | Argentina                                     | 4 – 0           | Ecuador | Estadio Monumental Antonio Vespucio Liberti              |                                                          |
| 19:30 UTC-3 | 19:30 UTC-3 | Agüero 19′ Higuaín 29′ Messi 31′ di María 76′ | (3 – 0) Rapport |         | Buenos Aires Publik: 50 000 Domare: Victor Rivera (Peru) | Buenos Aires Publik: 50 000 Domare: Victor Rivera (Peru) |
| 19:30 UTC-3 | 19:30 UTC-3 |                                               |                 |         | Buenos Aires Publik: 50 000 Domare: Victor Rivera (Peru) | Buenos Aires Publik: 50 000 Domare: Victor Rivera (Peru) |
| 19:30 UTC-3 | 19:30 UTC-3 |                                               |                 |         | Buenos Aires Publik: 50 000 Domare: Victor Rivera (Peru) | Buenos Aires Publik: 50 000 Domare: Victor Rivera (Peru) |

|             | 3 juni 2012 | Peru | 0 – 1           | Colombia      | Estadio Nacional                                      |                                                       |
| 17:00 UTC-5 | 17:00 UTC-5 |      | (0 – 0) Rapport | Rodríguez 51′ | Lima Publik: 35 724 Domare: Néstor Pitana (Argentina) | Lima Publik: 35 724 Domare: Néstor Pitana (Argentina) |
| 17:00 UTC-5 | 17:00 UTC-5 |      |                 |               | Lima Publik: 35 724 Domare: Néstor Pitana (Argentina) | Lima Publik: 35 724 Domare: Néstor Pitana (Argentina) |
| 17:00 UTC-5 | 17:00 UTC-5 |      |                 |               | Lima Publik: 35 724 Domare: Néstor Pitana (Argentina) | Lima Publik: 35 724 Domare: Néstor Pitana (Argentina) |

### Omgång 6
|             | 9 juni 2012 | Bolivia                   | 3 – 1           | Paraguay    | Estadio Hernando Siles                                  |                                                         |
| 16:00 UTC-4 | 16:00 UTC-4 | Peña 10′ Escobar 70′, 80′ | (1 – 0) Rapport | Riveros 83′ | La Paz Publik: 17 320 Domare: Roberto Silvera (Uruguay) | La Paz Publik: 17 320 Domare: Roberto Silvera (Uruguay) |
| 16:00 UTC-4 | 16:00 UTC-4 |                           |                 |             | La Paz Publik: 17 320 Domare: Roberto Silvera (Uruguay) | La Paz Publik: 17 320 Domare: Roberto Silvera (Uruguay) |
| 16:00 UTC-4 | 16:00 UTC-4 |                           |                 |             | La Paz Publik: 17 320 Domare: Roberto Silvera (Uruguay) | La Paz Publik: 17 320 Domare: Roberto Silvera (Uruguay) |

|                | 9 juni 2012    | Venezuela | 0 – 2           | Chile                        | Estadio General José Antonio Anzoátegui                        |                                                                |
| 18:05 UTC-4:30 | 18:05 UTC-4:30 |           | (0 – 0) Rapport | Fernández 85′ Aránguiz 90+1′ | Puerto la Cruz Publik: 35 000 Domare: José Buitrago (Colombia) | Puerto la Cruz Publik: 35 000 Domare: José Buitrago (Colombia) |
| 18:05 UTC-4:30 | 18:05 UTC-4:30 |           |                 |                              | Puerto la Cruz Publik: 35 000 Domare: José Buitrago (Colombia) | Puerto la Cruz Publik: 35 000 Domare: José Buitrago (Colombia) |
| 18:05 UTC-4:30 | 18:05 UTC-4:30 |           |                 |                              | Puerto la Cruz Publik: 35 000 Domare: José Buitrago (Colombia) | Puerto la Cruz Publik: 35 000 Domare: José Buitrago (Colombia) |

|             | 10 juni 2012 | Uruguay                                                | 4 – 2           | Peru                          | Estadio Centenario                                          |                                                             |
| 15:30 UTC-3 | 15:30 UTC-3  | Coates 15′ Maxi Pereira 30′ Rodríguez 63′ Eguren 90+4′ | (2 – 1) Rapport | Godín 40′ (sjm.) Guerrero 48′ | Montevideo Publik: 55 000 Domare: Leandro Pedro (Brasilien) | Montevideo Publik: 55 000 Domare: Leandro Pedro (Brasilien) |
| 15:30 UTC-3 | 15:30 UTC-3  |                                                        |                 |                               | Montevideo Publik: 55 000 Domare: Leandro Pedro (Brasilien) | Montevideo Publik: 55 000 Domare: Leandro Pedro (Brasilien) |
| 15:30 UTC-3 | 15:30 UTC-3  |                                                        |                 |                               | Montevideo Publik: 55 000 Domare: Leandro Pedro (Brasilien) | Montevideo Publik: 55 000 Domare: Leandro Pedro (Brasilien) |

|             | 10 juni 2012 | Ecuador     | 1 – 0           | Colombia | Estadio Olímpico Atahualpa                             |                                                        |
| 16:00 UTC-5 | 16:00 UTC-5  | Benítez 54′ | (0 – 0) Rapport |          | Quito Publik: 37 353 Domare: Wilson Seneme (Brasilien) | Quito Publik: 37 353 Domare: Wilson Seneme (Brasilien) |
| 16:00 UTC-5 | 16:00 UTC-5  |             |                 |          | Quito Publik: 37 353 Domare: Wilson Seneme (Brasilien) | Quito Publik: 37 353 Domare: Wilson Seneme (Brasilien) |
| 16:00 UTC-5 | 16:00 UTC-5  |             |                 |          | Quito Publik: 37 353 Domare: Wilson Seneme (Brasilien) | Quito Publik: 37 353 Domare: Wilson Seneme (Brasilien) |

### Omgång 7
|             | 7 september 2012 | Colombia                                  | 4 – 0           | Uruguay | Estadio Metropolitano Roberto Meléndez                      |                                                             |
| 15:30 UTC-5 | 15:30 UTC-5      | Falcao 2′ Gutiérrez 47′, 52′ Zúñiga 90+1′ | (1 – 0) Rapport |         | Barranquilla Publik: 45 000 Domare: Héber Lopes (Brasilien) | Barranquilla Publik: 45 000 Domare: Héber Lopes (Brasilien) |
| 15:30 UTC-5 | 15:30 UTC-5      |                                           |                 |         | Barranquilla Publik: 45 000 Domare: Héber Lopes (Brasilien) | Barranquilla Publik: 45 000 Domare: Héber Lopes (Brasilien) |
| 15:30 UTC-5 | 15:30 UTC-5      |                                           |                 |         | Barranquilla Publik: 45 000 Domare: Héber Lopes (Brasilien) | Barranquilla Publik: 45 000 Domare: Héber Lopes (Brasilien) |

|             | 7 september 2012 | Ecuador            | 1 – 0           | Bolivia | Estadio Olímpico Atahualpa                         |                                                    |
| 16:00 UTC-5 | 16:00 UTC-5      | Caicedo 73′ (str.) | (0 – 0) Rapport |         | Quito Publik: 35 742 Domare: Juan Soto (Venezuela) | Quito Publik: 35 742 Domare: Juan Soto (Venezuela) |
| 16:00 UTC-5 | 16:00 UTC-5      |                    |                 |         | Quito Publik: 35 742 Domare: Juan Soto (Venezuela) | Quito Publik: 35 742 Domare: Juan Soto (Venezuela) |
| 16:00 UTC-5 | 16:00 UTC-5      |                    |                 |         | Quito Publik: 35 742 Domare: Juan Soto (Venezuela) | Quito Publik: 35 742 Domare: Juan Soto (Venezuela) |

|             | 7 september 2012 | Argentina                         | 3 – 1           | Paraguay          | Estadio Mario Alberto Kempes                             |                                                          |
| 20:10 UTC-3 | 20:10 UTC-3      | di María 2′ Higuaín 30′ Messi 63′ | (2 – 1) Rapport | Fabbro 17′ (str.) | Córdoba Publik: 60 000 Domare: Wilson Seneme (Brasilien) | Córdoba Publik: 60 000 Domare: Wilson Seneme (Brasilien) |
| 20:10 UTC-3 | 20:10 UTC-3      |                                   |                 |                   | Córdoba Publik: 60 000 Domare: Wilson Seneme (Brasilien) | Córdoba Publik: 60 000 Domare: Wilson Seneme (Brasilien) |
| 20:10 UTC-3 | 20:10 UTC-3      |                                   |                 |                   | Córdoba Publik: 60 000 Domare: Wilson Seneme (Brasilien) | Córdoba Publik: 60 000 Domare: Wilson Seneme (Brasilien) |

|             | 7 september 2012 | Peru            | 2 – 1           | Venezuela  | Estadio Nacional                                     |                                                      |
| 20:25 UTC-5 | 20:25 UTC-5      | Ferfán 47′, 58′ | (0 – 1) Rapport | Arango 42′ | Lima Publik: 34 703 Domare: Martín Vázquez (Uruguay) | Lima Publik: 34 703 Domare: Martín Vázquez (Uruguay) |
| 20:25 UTC-5 | 20:25 UTC-5      |                 |                 |            | Lima Publik: 34 703 Domare: Martín Vázquez (Uruguay) | Lima Publik: 34 703 Domare: Martín Vázquez (Uruguay) |
| 20:25 UTC-5 | 20:25 UTC-5      |                 |                 |            | Lima Publik: 34 703 Domare: Martín Vázquez (Uruguay) | Lima Publik: 34 703 Domare: Martín Vázquez (Uruguay) |

### Omgång 8
|             | 11 september 2012 | Chile         | 1 – 3           | Colombia                               | Estadio Monumental David Arellano                           |                                                             |
| 16:30 UTC-3 | 16:30 UTC-3       | Fernández 41′ | (1 – 0) Rapport | Rodríguez 58′ Falcao 73′ Gutiérrez 76′ | Santiago Publik: 38 000 Domare: Víctor Hugo Carrillo (Peru) | Santiago Publik: 38 000 Domare: Víctor Hugo Carrillo (Peru) |
| 16:30 UTC-3 | 16:30 UTC-3       |               |                 |                                        | Santiago Publik: 38 000 Domare: Víctor Hugo Carrillo (Peru) | Santiago Publik: 38 000 Domare: Víctor Hugo Carrillo (Peru) |
| 16:30 UTC-3 | 16:30 UTC-3       |               |                 |                                        | Santiago Publik: 38 000 Domare: Víctor Hugo Carrillo (Peru) | Santiago Publik: 38 000 Domare: Víctor Hugo Carrillo (Peru) |

|             | 11 september 2012 | Uruguay    | 1 – 1           | Ecuador           | Estadio Centenario                                           |                                                              |
| 18:30 UTC-3 | 18:30 UTC-3       | Cavani 67′ | (0 – 1) Rapport | Caicedo 8′ (str.) | Montevideo Publik: 38 000 Domare: Carlos Amarilla (Paraguay) | Montevideo Publik: 38 000 Domare: Carlos Amarilla (Paraguay) |
| 18:30 UTC-3 | 18:30 UTC-3       |            |                 |                   | Montevideo Publik: 38 000 Domare: Carlos Amarilla (Paraguay) | Montevideo Publik: 38 000 Domare: Carlos Amarilla (Paraguay) |
| 18:30 UTC-3 | 18:30 UTC-3       |            |                 |                   | Montevideo Publik: 38 000 Domare: Carlos Amarilla (Paraguay) | Montevideo Publik: 38 000 Domare: Carlos Amarilla (Paraguay) |

|             | 11 september 2012 | Paraguay | 0 – 2           | Venezuela       | Estadio Defensores del Chaco                          |                                                       |
| 19:25 UTC-4 | 19:25 UTC-4       |          | (0 – 1) Rapport | Rondón 45′, 68′ | Asunción Publik: 13 680 Domare: Enrique Osses (Chile) | Asunción Publik: 13 680 Domare: Enrique Osses (Chile) |
| 19:25 UTC-4 | 19:25 UTC-4       |          |                 |                 | Asunción Publik: 13 680 Domare: Enrique Osses (Chile) | Asunción Publik: 13 680 Domare: Enrique Osses (Chile) |
| 19:25 UTC-4 | 19:25 UTC-4       |          |                 |                 | Asunción Publik: 13 680 Domare: Enrique Osses (Chile) | Asunción Publik: 13 680 Domare: Enrique Osses (Chile) |

|             | 11 september 2012 | Peru         | 1 – 1           | Argentina   | Estadio Nacional                                     |                                                      |
| 20:25 UTC-5 | 20:25 UTC-5       | Zambrano 22′ | (1 – 1) Rapport | Higuaín 38′ | Lima Publik: 34 111 Domare: Wilmar Roldán (Colombia) | Lima Publik: 34 111 Domare: Wilmar Roldán (Colombia) |
| 20:25 UTC-5 | 20:25 UTC-5       |              |                 |             | Lima Publik: 34 111 Domare: Wilmar Roldán (Colombia) | Lima Publik: 34 111 Domare: Wilmar Roldán (Colombia) |
| 20:25 UTC-5 | 20:25 UTC-5       |              |                 |             | Lima Publik: 34 111 Domare: Wilmar Roldán (Colombia) | Lima Publik: 34 111 Domare: Wilmar Roldán (Colombia) |

### Omgång 9
|             | 12 oktober 2012 | Bolivia       | 1 – 1           | Peru       | Estadio Hernando Siles                              |                                                     |
| 16:00 UTC-4 | 16:00 UTC-4     | Chumacero 51′ | (0 – 1) Rapport | Mariño 21′ | La Paz Publik: 36 500 Domare: Carlos Vera (Ecuador) | La Paz Publik: 36 500 Domare: Carlos Vera (Ecuador) |
| 16:00 UTC-4 | 16:00 UTC-4     |               |                 |            | La Paz Publik: 36 500 Domare: Carlos Vera (Ecuador) | La Paz Publik: 36 500 Domare: Carlos Vera (Ecuador) |
| 16:00 UTC-4 | 16:00 UTC-4     |               |                 |            | La Paz Publik: 36 500 Domare: Carlos Vera (Ecuador) | La Paz Publik: 36 500 Domare: Carlos Vera (Ecuador) |

|             | 12 oktober 2012 | Colombia        | 2 – 0           | Paraguay | Estadio Metropolitano Roberto Meléndez                          |                                                                 |
| 15:30 UTC-5 | 15:30 UTC-5     | Falcao 52′, 90′ | (0 – 0) Rapport |          | Barranquilla Publik: 45 000 Domare: Sergio Pezzotta (Argentina) | Barranquilla Publik: 45 000 Domare: Sergio Pezzotta (Argentina) |
| 15:30 UTC-5 | 15:30 UTC-5     |                 |                 |          | Barranquilla Publik: 45 000 Domare: Sergio Pezzotta (Argentina) | Barranquilla Publik: 45 000 Domare: Sergio Pezzotta (Argentina) |
| 15:30 UTC-5 | 15:30 UTC-5     |                 |                 |          | Barranquilla Publik: 45 000 Domare: Sergio Pezzotta (Argentina) | Barranquilla Publik: 45 000 Domare: Sergio Pezzotta (Argentina) |

|       | 12 oktober 2012 | Ecuador                                | 3 – 1           | Chile              | Estadio Olímpico Atahualpa                           |                                                      |
| UTC-5 | UTC-5           | Caicedo 33′, 56′ (str.) Castillo 90+3′ | (1 – 1) Rapport | Paredes 25′ (sjm.) | Quito Publik: 32 600 Domare: Héber Lopes (Brasilien) | Quito Publik: 32 600 Domare: Héber Lopes (Brasilien) |
| UTC-5 | UTC-5           |                                        |                 |                    | Quito Publik: 32 600 Domare: Héber Lopes (Brasilien) | Quito Publik: 32 600 Domare: Héber Lopes (Brasilien) |
| UTC-5 | UTC-5           |                                        |                 |                    | Quito Publik: 32 600 Domare: Héber Lopes (Brasilien) | Quito Publik: 32 600 Domare: Héber Lopes (Brasilien) |

|             | 12 oktober 2012 | Argentina                 | 3 – 0           | Uruguay | Estadio Malvinas s                                        |                                                           |
| 21:00 UTC-3 | 21:00 UTC-3     | Messi 66′, 80′ Agüero 75′ | (0 – 0) Rapport |         | Mendoza Publik: 31 997 Domare: Leandro Vuaden (Brasilien) | Mendoza Publik: 31 997 Domare: Leandro Vuaden (Brasilien) |
| 21:00 UTC-3 | 21:00 UTC-3     |                           |                 |         | Mendoza Publik: 31 997 Domare: Leandro Vuaden (Brasilien) | Mendoza Publik: 31 997 Domare: Leandro Vuaden (Brasilien) |
| 21:00 UTC-3 | 21:00 UTC-3     |                           |                 |         | Mendoza Publik: 31 997 Domare: Leandro Vuaden (Brasilien) | Mendoza Publik: 31 997 Domare: Leandro Vuaden (Brasilien) |

### Omgång 10
|             | 16 oktober 2012 | Bolivia                         | 4 – 1           | Uruguay    | Estadio Hernando Siles                                  |                                                         |
| 16:00 UTC-4 | 16:00 UTC-4     | Saucedo 6′, 51′, 55′ Mojica 26′ | (2 – 0) Rapport | Suárez 81′ | La Paz Publik: 25 402 Domare: Víctor Hugo Rivera (Peru) | La Paz Publik: 25 402 Domare: Víctor Hugo Rivera (Peru) |
| 16:00 UTC-4 | 16:00 UTC-4     |                                 |                 |            | La Paz Publik: 25 402 Domare: Víctor Hugo Rivera (Peru) | La Paz Publik: 25 402 Domare: Víctor Hugo Rivera (Peru) |
| 16:00 UTC-4 | 16:00 UTC-4     |                                 |                 |            | La Paz Publik: 25 402 Domare: Víctor Hugo Rivera (Peru) | La Paz Publik: 25 402 Domare: Víctor Hugo Rivera (Peru) |

|                | 16 oktober 2012 | Venezuela | 1 – 1           | Ecuador      | Estadio José Antonio Anzoátegui                                 |                                                                 |
| 17:30 UTC-4:30 | 17:30 UTC-4:30  | Arango 6′ | (1 – 1) Rapport | Castillo 22′ | Puerto la Cruz Publik: 35 076 Domare: Néstor Pitana (Argentina) | Puerto la Cruz Publik: 35 076 Domare: Néstor Pitana (Argentina) |
| 17:30 UTC-4:30 | 17:30 UTC-4:30  |           |                 |              | Puerto la Cruz Publik: 35 076 Domare: Néstor Pitana (Argentina) | Puerto la Cruz Publik: 35 076 Domare: Néstor Pitana (Argentina) |
| 17:30 UTC-4:30 | 17:30 UTC-4:30  |           |                 |              | Puerto la Cruz Publik: 35 076 Domare: Néstor Pitana (Argentina) | Puerto la Cruz Publik: 35 076 Domare: Néstor Pitana (Argentina) |

|             | 16 oktober 2012 | Paraguay    | 1 – 0           | Peru | Estadio Defensores del Chaco                             |                                                          |
| 19:00 UTC-3 | 19:00 UTC-3     | Aguilar 54′ | (0 – 0) Rapport |      | Asunción Publik: 10 114 Domare: Pablo Lunati (Argentina) | Asunción Publik: 10 114 Domare: Pablo Lunati (Argentina) |
| 19:00 UTC-3 | 19:00 UTC-3     |             |                 |      | Asunción Publik: 10 114 Domare: Pablo Lunati (Argentina) | Asunción Publik: 10 114 Domare: Pablo Lunati (Argentina) |
| 19:00 UTC-3 | 19:00 UTC-3     |             |                 |      | Asunción Publik: 10 114 Domare: Pablo Lunati (Argentina) | Asunción Publik: 10 114 Domare: Pablo Lunati (Argentina) |

|             | 16 oktober 2012 | Chile           | 1 – 2           | Argentina             | Estadio Nacional,                                        |                                                          |
| 21:05 UTC-3 | 21:05 UTC-3     | Gutiérrez 90+2′ | (0 – 2) Rapport | Messi 28′ Higuaín 31′ | Santiago Publik: 45 000 Domare: Antonio Arias (Paraguay) | Santiago Publik: 45 000 Domare: Antonio Arias (Paraguay) |
| 21:05 UTC-3 | 21:05 UTC-3     |                 |                 |                       | Santiago Publik: 45 000 Domare: Antonio Arias (Paraguay) | Santiago Publik: 45 000 Domare: Antonio Arias (Paraguay) |
| 21:05 UTC-3 | 21:05 UTC-3     |                 |                 |                       | Santiago Publik: 45 000 Domare: Antonio Arias (Paraguay) | Santiago Publik: 45 000 Domare: Antonio Arias (Paraguay) |

### Omgång 11
|             | 22 mars 2013 | Colombia                                                    | 5 – 0           | Bolivia | Estadio Metropolitano Roberto Meléndez                    |                                                           |
| 15:00 UTC-5 | 15:00 UTC-5  | Torres 20′ Valdés 49′ Gutiérrez 62′ Falcao 86′ Armero 90+3′ | (1 – 0) Rapport |         | Barranquilla Publik: 40 478 Domare: Carlos Vera (Ecuador) | Barranquilla Publik: 40 478 Domare: Carlos Vera (Ecuador) |
| 15:00 UTC-5 | 15:00 UTC-5  |                                                             |                 |         | Barranquilla Publik: 40 478 Domare: Carlos Vera (Ecuador) | Barranquilla Publik: 40 478 Domare: Carlos Vera (Ecuador) |
| 15:00 UTC-5 | 15:00 UTC-5  |                                                             |                 |         | Barranquilla Publik: 40 478 Domare: Carlos Vera (Ecuador) | Barranquilla Publik: 40 478 Domare: Carlos Vera (Ecuador) |

|             | 22 mars 2013 | Uruguay    | 1 – 1           | Paraguay    | Estadio Centenario                                         |                                                            |
| 19:00 UTC-3 | 19:00 UTC-3  | Suárez 82′ | (0 – 0) Rapport | Benítez 86′ | Montevideo Publik: 32 000 Domare: Wilmar Roldán (Colombia) | Montevideo Publik: 32 000 Domare: Wilmar Roldán (Colombia) |
| 19:00 UTC-3 | 19:00 UTC-3  |            |                 |             | Montevideo Publik: 32 000 Domare: Wilmar Roldán (Colombia) | Montevideo Publik: 32 000 Domare: Wilmar Roldán (Colombia) |
| 19:00 UTC-3 | 19:00 UTC-3  |            |                 |             | Montevideo Publik: 32 000 Domare: Wilmar Roldán (Colombia) | Montevideo Publik: 32 000 Domare: Wilmar Roldán (Colombia) |

|             | 22 mars 2013 | Argentina                         | 3 – 0           | Venezuela | Estadio Monumental Antonio Vespucio Liberti                     |                                                                 |
| 21:00 UTC-3 | 21:00 UTC-3  | Higuaín 29′, 59′ Messi 45′ (str.) | (2 – 0) Rapport |           | Buenos Aires Publik: 40 000 Domare: Víctor Hugo Carrillo (Peru) | Buenos Aires Publik: 40 000 Domare: Víctor Hugo Carrillo (Peru) |
| 21:00 UTC-3 | 21:00 UTC-3  |                                   |                 |           | Buenos Aires Publik: 40 000 Domare: Víctor Hugo Carrillo (Peru) | Buenos Aires Publik: 40 000 Domare: Víctor Hugo Carrillo (Peru) |
| 21:00 UTC-3 | 21:00 UTC-3  |                                   |                 |           | Buenos Aires Publik: 40 000 Domare: Víctor Hugo Carrillo (Peru) | Buenos Aires Publik: 40 000 Domare: Víctor Hugo Carrillo (Peru) |

|             | 22 mars 2013 | Peru       | 1 – 0           | Chile | Estadio Nacional                                   |                                                    |
| 21:10 UTC-5 | 21:10 UTC-5  | Farfán 87′ | (0 – 0) Rapport |       | Lima Publik: 43 000 Domare: Diego Abal (Argentina) | Lima Publik: 43 000 Domare: Diego Abal (Argentina) |
| 21:10 UTC-5 | 21:10 UTC-5  |            |                 |       | Lima Publik: 43 000 Domare: Diego Abal (Argentina) | Lima Publik: 43 000 Domare: Diego Abal (Argentina) |
| 21:10 UTC-5 | 21:10 UTC-5  |            |                 |       | Lima Publik: 43 000 Domare: Diego Abal (Argentina) | Lima Publik: 43 000 Domare: Diego Abal (Argentina) |

### Omgång 12
|             | 26 mars 2013 | Bolivia     | 1 – 1           | Argentina  | Estadio Hernando Siles                              |                                                     |
| 16:00 UTC-4 | 16:00 UTC-4  | Martins 25′ | (1 – 1) Rapport | Banega 44′ | La Paz Publik: 35 000 Domare: Enrique Osses (Chile) | La Paz Publik: 35 000 Domare: Enrique Osses (Chile) |
| 16:00 UTC-4 | 16:00 UTC-4  |             |                 |            | La Paz Publik: 35 000 Domare: Enrique Osses (Chile) | La Paz Publik: 35 000 Domare: Enrique Osses (Chile) |
| 16:00 UTC-4 | 16:00 UTC-4  |             |                 |            | La Paz Publik: 35 000 Domare: Enrique Osses (Chile) | La Paz Publik: 35 000 Domare: Enrique Osses (Chile) |

|             | 26 mars 2013 | Ecuador                                  | 4 – 1           | Paraguay      | Estadio Olímpico Atahualpa                            |                                                       |
| 16:00 UTC-5 | 16:00 UTC-5  | Caicedo 38′ Montero 50′, 75′ Benítez 54′ | (1 – 1) Rapport | Caballero 15′ | Quito Publik: 33 048 Domare: Sandro Ricci (Brasilien) | Quito Publik: 33 048 Domare: Sandro Ricci (Brasilien) |
| 16:00 UTC-5 | 16:00 UTC-5  |                                          |                 |               | Quito Publik: 33 048 Domare: Sandro Ricci (Brasilien) | Quito Publik: 33 048 Domare: Sandro Ricci (Brasilien) |
| 16:00 UTC-5 | 16:00 UTC-5  |                                          |                 |               | Quito Publik: 33 048 Domare: Sandro Ricci (Brasilien) | Quito Publik: 33 048 Domare: Sandro Ricci (Brasilien) |

|             | 26 mars 2013 | Chile                  | 2 – 0           | Uruguay | Estadio Nacional                                          |                                                           |
| 20:30 UTC-3 | 20:30 UTC-3  | Paredes 10′ Vargas 78′ | (1 – 0) Rapport |         | Santiago Publik: 43 816 Domare: Néstor Pitana (Argentina) | Santiago Publik: 43 816 Domare: Néstor Pitana (Argentina) |
| 20:30 UTC-3 | 20:30 UTC-3  |                        |                 |         | Santiago Publik: 43 816 Domare: Néstor Pitana (Argentina) | Santiago Publik: 43 816 Domare: Néstor Pitana (Argentina) |
| 20:30 UTC-3 | 20:30 UTC-3  |                        |                 |         | Santiago Publik: 43 816 Domare: Néstor Pitana (Argentina) | Santiago Publik: 43 816 Domare: Néstor Pitana (Argentina) |

|                | 26 mars 2013   | Venezuela  | 1 – 0           | Colombia | Estadio Polideportivo Cachamay                                 |                                                                |
| 19:30 UTC-4:30 | 19:30 UTC-4:30 | Rondón 13′ | (1 – 0) Rapport |          | Ciudad Guayana Publik: 41 250 Domare: Antonio Arias (Paraguay) | Ciudad Guayana Publik: 41 250 Domare: Antonio Arias (Paraguay) |
| 19:30 UTC-4:30 | 19:30 UTC-4:30 |            |                 |          | Ciudad Guayana Publik: 41 250 Domare: Antonio Arias (Paraguay) | Ciudad Guayana Publik: 41 250 Domare: Antonio Arias (Paraguay) |
| 19:30 UTC-4:30 | 19:30 UTC-4:30 |            |                 |          | Ciudad Guayana Publik: 41 250 Domare: Antonio Arias (Paraguay) | Ciudad Guayana Publik: 41 250 Domare: Antonio Arias (Paraguay) |

### Omgång 13
|             | 7 juni 2013 | Bolivia    | 1 – 1           | Venezuela  | Estadio Hernando Siles                                     |                                                            |
| 16:00 UTC-4 | 16:00 UTC-4 | Campos 86′ | (0 – 0) Rapport | Arango 58′ | La Paz Publik: 10 155 Domare: Patricio Loustau (Argentina) | La Paz Publik: 10 155 Domare: Patricio Loustau (Argentina) |
| 16:00 UTC-4 | 16:00 UTC-4 |            |                 |            | La Paz Publik: 10 155 Domare: Patricio Loustau (Argentina) | La Paz Publik: 10 155 Domare: Patricio Loustau (Argentina) |
| 16:00 UTC-4 | 16:00 UTC-4 |            |                 |            | La Paz Publik: 10 155 Domare: Patricio Loustau (Argentina) | La Paz Publik: 10 155 Domare: Patricio Loustau (Argentina) |

|             | 7 juni 2013 | Argentina | 0 – 0   | Colombia | Estadio Monumental Antonio Vespucio Liberti                      |                                                                  |
| 19:05 UTC-3 | 19:05 UTC-3 |           | Rapport |          | Buenos Aires Publik: 44 807 Domare: Marlon Escalante (Venezuela) | Buenos Aires Publik: 44 807 Domare: Marlon Escalante (Venezuela) |
| 19:05 UTC-3 | 19:05 UTC-3 |           |         |          | Buenos Aires Publik: 44 807 Domare: Marlon Escalante (Venezuela) | Buenos Aires Publik: 44 807 Domare: Marlon Escalante (Venezuela) |
| 19:05 UTC-3 | 19:05 UTC-3 |           |         |          | Buenos Aires Publik: 44 807 Domare: Marlon Escalante (Venezuela) | Buenos Aires Publik: 44 807 Domare: Marlon Escalante (Venezuela) |

|             | 7 juni 2013 | Paraguay       | 1 – 2           | Chile                | Estadio Defensores del Chaco                               |                                                            |
| 20:10 UTC-4 | 20:10 UTC-4 | Santa Cruz 88′ | (0 – 1) Rapport | Vargas 41′ Vidal 56′ | Asunción Publik: 30 000 Domare: Leandro Vuaden (Brasilien) | Asunción Publik: 30 000 Domare: Leandro Vuaden (Brasilien) |
| 20:10 UTC-4 | 20:10 UTC-4 |                |                 |                      | Asunción Publik: 30 000 Domare: Leandro Vuaden (Brasilien) | Asunción Publik: 30 000 Domare: Leandro Vuaden (Brasilien) |
| 20:10 UTC-4 | 20:10 UTC-4 |                |                 |                      | Asunción Publik: 30 000 Domare: Leandro Vuaden (Brasilien) | Asunción Publik: 30 000 Domare: Leandro Vuaden (Brasilien) |

|             | 7 juni 2013 | Peru        | 1 – 0           | Ecuador | Estadio Nacional                                         |                                                          |
| 21:10 UTC-5 | 21:10 UTC-5 | Pizarro 12′ | (1 – 0) Rapport |         | Lima Publik: 37 000 Domare: Marcelo Henrique (Brasilien) | Lima Publik: 37 000 Domare: Marcelo Henrique (Brasilien) |
| 21:10 UTC-5 | 21:10 UTC-5 |             |                 |         | Lima Publik: 37 000 Domare: Marcelo Henrique (Brasilien) | Lima Publik: 37 000 Domare: Marcelo Henrique (Brasilien) |
| 21:10 UTC-5 | 21:10 UTC-5 |             |                 |         | Lima Publik: 37 000 Domare: Marcelo Henrique (Brasilien) | Lima Publik: 37 000 Domare: Marcelo Henrique (Brasilien) |

### Omgång 14
|             | 11 juni 2013 | Colombia                        | 2 – 0           | Peru | Estadio Metropolitano Roberto Meléndez                       |                                                              |
| 15:30 UTC-5 | 15:30 UTC-5  | Falcao 12′ (str.) Gutiérrez 45′ | (2 – 0) Rapport |      | Barranquilla Publik: 42 265 Domare: Sandro Ricci (Brasilien) | Barranquilla Publik: 42 265 Domare: Sandro Ricci (Brasilien) |
| 15:30 UTC-5 | 15:30 UTC-5  |                                 |                 |      | Barranquilla Publik: 42 265 Domare: Sandro Ricci (Brasilien) | Barranquilla Publik: 42 265 Domare: Sandro Ricci (Brasilien) |
| 15:30 UTC-5 | 15:30 UTC-5  |                                 |                 |      | Barranquilla Publik: 42 265 Domare: Sandro Ricci (Brasilien) | Barranquilla Publik: 42 265 Domare: Sandro Ricci (Brasilien) |

|             | 11 juni 2013 | Ecuador      | 1 – 1           | Argentina        | Estadio Olímpico Atahualpa                              |                                                         |
| 16:00 UTC-5 | 16:00 UTC-5  | Castillo 17′ | (1 – 1) Rapport | Agüero 4′ (str.) | Quito Publik: 35 000 Domare: Enrique Cáceres (Paraguay) | Quito Publik: 35 000 Domare: Enrique Cáceres (Paraguay) |
| 16:00 UTC-5 | 16:00 UTC-5  |              |                 |                  | Quito Publik: 35 000 Domare: Enrique Cáceres (Paraguay) | Quito Publik: 35 000 Domare: Enrique Cáceres (Paraguay) |
| 16:00 UTC-5 | 16:00 UTC-5  |              |                 |                  | Quito Publik: 35 000 Domare: Enrique Cáceres (Paraguay) | Quito Publik: 35 000 Domare: Enrique Cáceres (Paraguay) |

|                | 11 juni 2013   | Venezuela | 0 – 1           | Uruguay    | Estadio Polideportivo Cachamay                                          |                                                                         |
| 19:30 UTC-4:30 | 19:30 UTC-4:30 |           | (0 – 1) Rapport | Cavani 28′ | Puerto Ordaz Publik: 36 297 Domare: Paulo César de Oliveira (Brasilien) | Puerto Ordaz Publik: 36 297 Domare: Paulo César de Oliveira (Brasilien) |
| 19:30 UTC-4:30 | 19:30 UTC-4:30 |           |                 |            | Puerto Ordaz Publik: 36 297 Domare: Paulo César de Oliveira (Brasilien) | Puerto Ordaz Publik: 36 297 Domare: Paulo César de Oliveira (Brasilien) |
| 19:30 UTC-4:30 | 19:30 UTC-4:30 |           |                 |            | Puerto Ordaz Publik: 36 297 Domare: Paulo César de Oliveira (Brasilien) | Puerto Ordaz Publik: 36 297 Domare: Paulo César de Oliveira (Brasilien) |

|             | 11 juni 2013 | Chile                            | 3 – 1           | Bolivia     | Estadio Nacional                                        |                                                         |
| 20:30 UTC-4 | 20:30 UTC-4  | Vargas 16′ Sánchez 18′ Vidal 90′ | (2 – 1) Rapport | Martins 32′ | Santiago Publik: 45 000 Domare: Darío Ubríaco (Uruguay) | Santiago Publik: 45 000 Domare: Darío Ubríaco (Uruguay) |
| 20:30 UTC-4 | 20:30 UTC-4  |                                  |                 |             | Santiago Publik: 45 000 Domare: Darío Ubríaco (Uruguay) | Santiago Publik: 45 000 Domare: Darío Ubríaco (Uruguay) |
| 20:30 UTC-4 | 20:30 UTC-4  |                                  |                 |             | Santiago Publik: 45 000 Domare: Darío Ubríaco (Uruguay) | Santiago Publik: 45 000 Domare: Darío Ubríaco (Uruguay) |

### Omgång 15
|             | 6 september 2013 | Colombia      | 1 – 0           | Ecuador | Estadio Metropolitano Roberto Meléndez                      |                                                             |
| 17:00 UTC-5 | 17:00 UTC-5      | Rodríguez 31′ | (1 – 0) Rapport |         | Barranquilla Publik: 46 000 Domare: Héber Lopes (Brasilien) | Barranquilla Publik: 46 000 Domare: Héber Lopes (Brasilien) |
| 17:00 UTC-5 | 17:00 UTC-5      |               |                 |         | Barranquilla Publik: 46 000 Domare: Héber Lopes (Brasilien) | Barranquilla Publik: 46 000 Domare: Héber Lopes (Brasilien) |
| 17:00 UTC-5 | 17:00 UTC-5      |               |                 |         | Barranquilla Publik: 46 000 Domare: Héber Lopes (Brasilien) | Barranquilla Publik: 46 000 Domare: Héber Lopes (Brasilien) |

|             | 6 september 2013 | Paraguay                                      | 4 – 0           | Bolivia | Estadio Defensores del Chaco                               |                                                            |
| 18:30 UTC-4 | 18:30 UTC-4      | Fabbro 17′ Santa Cruz 47′ Ortiz 81′ Gómez 84′ | (1 – 0) Rapport |         | Asunción Publik: 20 000 Domare: Víctor Hugo Carillo (Peru) | Asunción Publik: 20 000 Domare: Víctor Hugo Carillo (Peru) |
| 18:30 UTC-4 | 18:30 UTC-4      |                                               |                 |         | Asunción Publik: 20 000 Domare: Víctor Hugo Carillo (Peru) | Asunción Publik: 20 000 Domare: Víctor Hugo Carillo (Peru) |
| 18:30 UTC-4 | 18:30 UTC-4      |                                               |                 |         | Asunción Publik: 20 000 Domare: Víctor Hugo Carillo (Peru) | Asunción Publik: 20 000 Domare: Víctor Hugo Carillo (Peru) |

|             | 6 september 2013 | Chile                             | 3 – 0           | Venezuela | Estadio Nacional de Chile                                |                                                          |
| 20:30 UTC-4 | 20:30 UTC-4      | Vargas 11′ González 30′ Vidal 85′ | (2 – 0) Rapport |           | Santiago Publik: 46 500 Domare: Sandro Ricci (Brasilien) | Santiago Publik: 46 500 Domare: Sandro Ricci (Brasilien) |
| 20:30 UTC-4 | 20:30 UTC-4      |                                   |                 |           | Santiago Publik: 46 500 Domare: Sandro Ricci (Brasilien) | Santiago Publik: 46 500 Domare: Sandro Ricci (Brasilien) |
| 20:30 UTC-4 | 20:30 UTC-4      |                                   |                 |           | Santiago Publik: 46 500 Domare: Sandro Ricci (Brasilien) | Santiago Publik: 46 500 Domare: Sandro Ricci (Brasilien) |

|             | 6 september 2013 | Peru       | 1 – 2           | Uruguay                | Estadio Nacional                                         |                                                          |
| 21:30 UTC-5 | 21:30 UTC-5      | Farfán 84′ | (0 – 1) Rapport | Suárez 43′ (str.), 67′ | Lima Publik: 39 222 Domare: Patricio Loustau (Argentina) | Lima Publik: 39 222 Domare: Patricio Loustau (Argentina) |
| 21:30 UTC-5 | 21:30 UTC-5      |            |                 |                        | Lima Publik: 39 222 Domare: Patricio Loustau (Argentina) | Lima Publik: 39 222 Domare: Patricio Loustau (Argentina) |
| 21:30 UTC-5 | 21:30 UTC-5      |            |                 |                        | Lima Publik: 39 222 Domare: Patricio Loustau (Argentina) | Lima Publik: 39 222 Domare: Patricio Loustau (Argentina) |

### Omgång 16
|             | 10 september 2013 | Bolivia        | 1 – 1           | Ecuador            | Estadio Hernando Siles                                            |                                                                   |
| 16:00 UTC-4 | 16:00 UTC-4       | Arrascaita 47′ | (0 – 0) Rapport | Caicedo 58′ (str.) | La Paz Publik: 15 000 Domare: Paulo César de Oliveira (Brasilien) | La Paz Publik: 15 000 Domare: Paulo César de Oliveira (Brasilien) |
| 16:00 UTC-4 | 16:00 UTC-4       |                |                 |                    | La Paz Publik: 15 000 Domare: Paulo César de Oliveira (Brasilien) | La Paz Publik: 15 000 Domare: Paulo César de Oliveira (Brasilien) |
| 16:00 UTC-4 | 16:00 UTC-4       |                |                 |                    | La Paz Publik: 15 000 Domare: Paulo César de Oliveira (Brasilien) | La Paz Publik: 15 000 Domare: Paulo César de Oliveira (Brasilien) |

|             | 10 september 2013 | Uruguay               | 2 – 0           | Colombia | Estadio Centenario                                         |                                                            |
| 19:00 UTC-5 | 19:00 UTC-5       | Cavani 77′ Stuani 80′ | (0 – 0) Rapport |          | Montevideo Publik: 35 000 Domare: Antonio Arias (Paraguay) | Montevideo Publik: 35 000 Domare: Antonio Arias (Paraguay) |
| 19:00 UTC-5 | 19:00 UTC-5       |                       |                 |          | Montevideo Publik: 35 000 Domare: Antonio Arias (Paraguay) | Montevideo Publik: 35 000 Domare: Antonio Arias (Paraguay) |
| 19:00 UTC-5 | 19:00 UTC-5       |                       |                 |          | Montevideo Publik: 35 000 Domare: Antonio Arias (Paraguay) | Montevideo Publik: 35 000 Domare: Antonio Arias (Paraguay) |

|                | 10 september 2013 | Venezuela                                   | 3 – 2           | Peru                     | Estadio José Antonio Anzoátegui                                 |                                                                 |
| 19:25 UTC-4:30 | 19:25 UTC-4:30    | Rondón 37′ C. González 62′ (str.) Otero 77′ | (1 – 1) Rapport | Hurtado 20′ Zambrano 88′ | Puerto la Cruz Publik: 20 000 Domare: Néstor Pitana (Argentina) | Puerto la Cruz Publik: 20 000 Domare: Néstor Pitana (Argentina) |
| 19:25 UTC-4:30 | 19:25 UTC-4:30    |                                             |                 |                          | Puerto la Cruz Publik: 20 000 Domare: Néstor Pitana (Argentina) | Puerto la Cruz Publik: 20 000 Domare: Néstor Pitana (Argentina) |
| 19:25 UTC-4:30 | 19:25 UTC-4:30    |                                             |                 |                          | Puerto la Cruz Publik: 20 000 Domare: Néstor Pitana (Argentina) | Puerto la Cruz Publik: 20 000 Domare: Néstor Pitana (Argentina) |

|             | 10 september 2013 | Paraguay                 | 2 – 5           | Argentina                                                          | Estadio Defensores del Chaco                          |                                                       |
| 21:40 UTC-4 | 21:40 UTC-4       | Núñez 17′ Santa Cruz 86′ | (1 – 1) Rapport | Messi 12′ (str.), 53′ (str.) Agüero 32′ di María 50′ Rodríguez 90′ | Asunción Publik: 27 000 Domare: Enrique Osses (Chile) | Asunción Publik: 27 000 Domare: Enrique Osses (Chile) |
| 21:40 UTC-4 | 21:40 UTC-4       |                          |                 |                                                                    | Asunción Publik: 27 000 Domare: Enrique Osses (Chile) | Asunción Publik: 27 000 Domare: Enrique Osses (Chile) |
| 21:40 UTC-4 | 21:40 UTC-4       |                          |                 |                                                                    | Asunción Publik: 27 000 Domare: Enrique Osses (Chile) | Asunción Publik: 27 000 Domare: Enrique Osses (Chile) |

### Omgång 17
|             | 11 oktober 2013 | Colombia                                    | 3 – 3           | Chile                             | Estadio Metropolitano Roberto Meléndez                                  |                                                                         |
| 16:00 UTC-5 | 16:00 UTC-5     | Gutiérrez 69′ Falcao 75′ (str.), 84′ (str.) | (0 – 3) Rapport | Vidal 19′ (str.) Sánchez 22′, 29′ | Barranquilla Publik: 40 388 Domare: Paulo César de Oliveira (Brasilien) | Barranquilla Publik: 40 388 Domare: Paulo César de Oliveira (Brasilien) |
| 16:00 UTC-5 | 16:00 UTC-5     |                                             |                 |                                   | Barranquilla Publik: 40 388 Domare: Paulo César de Oliveira (Brasilien) | Barranquilla Publik: 40 388 Domare: Paulo César de Oliveira (Brasilien) |
| 16:00 UTC-5 | 16:00 UTC-5     |                                             |                 |                                   | Barranquilla Publik: 40 388 Domare: Paulo César de Oliveira (Brasilien) | Barranquilla Publik: 40 388 Domare: Paulo César de Oliveira (Brasilien) |

|             | 11 oktober 2013 | Ecuador     | 1 – 0           | Uruguay | Estadio Olímpico Atahualpa                            |                                                       |
| 16:00 UTC-5 | 16:00 UTC-5     | Montero 30′ | (1 – 0) Rapport |         | Quito Publik: 32 966 Domare: Sandro Ricci (Brasilien) | Quito Publik: 32 966 Domare: Sandro Ricci (Brasilien) |
| 16:00 UTC-5 | 16:00 UTC-5     |             |                 |         | Quito Publik: 32 966 Domare: Sandro Ricci (Brasilien) | Quito Publik: 32 966 Domare: Sandro Ricci (Brasilien) |
| 16:00 UTC-5 | 16:00 UTC-5     |             |                 |         | Quito Publik: 32 966 Domare: Sandro Ricci (Brasilien) | Quito Publik: 32 966 Domare: Sandro Ricci (Brasilien) |

|                | 11 oktober 2013 | Venezuela  | 1 – 1           | Paraguay       | Estadio Polideportivo de Pueblo Nuevo                            |                                                                  |
| 16:30 UTC−4:30 | 16:30 UTC−4:30  | Seijas 83′ | (0 – 1) Rapport | E. Benitez 28′ | San Cristóbal Publik: 27 277 Domare: Víctor Hugo Carrillo (Peru) | San Cristóbal Publik: 27 277 Domare: Víctor Hugo Carrillo (Peru) |
| 16:30 UTC−4:30 | 16:30 UTC−4:30  |            |                 |                | San Cristóbal Publik: 27 277 Domare: Víctor Hugo Carrillo (Peru) | San Cristóbal Publik: 27 277 Domare: Víctor Hugo Carrillo (Peru) |
| 16:30 UTC−4:30 | 16:30 UTC−4:30  |            |                 |                | San Cristóbal Publik: 27 277 Domare: Víctor Hugo Carrillo (Peru) | San Cristóbal Publik: 27 277 Domare: Víctor Hugo Carrillo (Peru) |

|             | 11 oktober 2013 | Argentina                    | 3 – 1           | Peru        | Estadio Monumental Antonio Vespucio Liberti               |                                                           |
| 20:00 UTC-3 | 20:00 UTC-3     | Lavezzi 23′, 35′ Palacio 47′ | (2 – 1) Rapport | Pizarro 21′ | Buenos Aires Publik: 28 977 Domare: Carlos Vera (Ecuador) | Buenos Aires Publik: 28 977 Domare: Carlos Vera (Ecuador) |
| 20:00 UTC-3 | 20:00 UTC-3     |                              |                 |             | Buenos Aires Publik: 28 977 Domare: Carlos Vera (Ecuador) | Buenos Aires Publik: 28 977 Domare: Carlos Vera (Ecuador) |
| 20:00 UTC-3 | 20:00 UTC-3     |                              |                 |             | Buenos Aires Publik: 28 977 Domare: Carlos Vera (Ecuador) | Buenos Aires Publik: 28 977 Domare: Carlos Vera (Ecuador) |

### Omgång 18
|             | 15 oktober 2013 | Uruguay                                      | 3 – 2           | Argentina             | Estadio Centenario                                             |                                                                |
| 21:30 UTC–2 | 21:30 UTC–2     | C. Rodríguez 6′ Suárez 34′ (str.) Cavani 49′ | (2 – 2) Rapport | M. Rodríguez 15′, 41′ | Montevideo Publik: 55 000 Domare: Marcelo Henrique (Brasilien) | Montevideo Publik: 55 000 Domare: Marcelo Henrique (Brasilien) |
| 21:30 UTC–2 | 21:30 UTC–2     |                                              |                 |                       | Montevideo Publik: 55 000 Domare: Marcelo Henrique (Brasilien) | Montevideo Publik: 55 000 Domare: Marcelo Henrique (Brasilien) |
| 21:30 UTC–2 | 21:30 UTC–2     |                                              |                 |                       | Montevideo Publik: 55 000 Domare: Marcelo Henrique (Brasilien) | Montevideo Publik: 55 000 Domare: Marcelo Henrique (Brasilien) |

|             | 15 oktober 2013 | Paraguay | 1 – 2           | Colombia       | Estadio Defensores del Chaco                          |                                                       |
| 20:30 UTC–3 | 20:30 UTC–3     | Rojas 7′ | (1 – 1) Rapport | Yepes 38′, 56′ | Asunción Publik: 7 142 Domare: Diego Abal (Argentina) | Asunción Publik: 7 142 Domare: Diego Abal (Argentina) |
| 20:30 UTC–3 | 20:30 UTC–3     |          |                 |                | Asunción Publik: 7 142 Domare: Diego Abal (Argentina) | Asunción Publik: 7 142 Domare: Diego Abal (Argentina) |
| 20:30 UTC–3 | 20:30 UTC–3     |          |                 |                | Asunción Publik: 7 142 Domare: Diego Abal (Argentina) | Asunción Publik: 7 142 Domare: Diego Abal (Argentina) |

|             | 15 oktober 2013 | Chile                 | 2 – 1           | Ecuador     | Estadio Nacional                                           |                                                            |
| 20:30 UTC–3 | 20:30 UTC–3     | Sánchez 35′ Medel 38′ | (2 – 0) Rapport | Caicedo 66′ | Santiago Publik: 47 458 Domare: Leandro Vuaden (Brasilien) | Santiago Publik: 47 458 Domare: Leandro Vuaden (Brasilien) |
| 20:30 UTC–3 | 20:30 UTC–3     |                       |                 |             | Santiago Publik: 47 458 Domare: Leandro Vuaden (Brasilien) | Santiago Publik: 47 458 Domare: Leandro Vuaden (Brasilien) |
| 20:30 UTC–3 | 20:30 UTC–3     |                       |                 |             | Santiago Publik: 47 458 Domare: Leandro Vuaden (Brasilien) | Santiago Publik: 47 458 Domare: Leandro Vuaden (Brasilien) |

|             | 15 oktober 2013 | Peru      | 1 – 1           | Bolivia        | Estadio Nacional | |
| 21:15 UTC–5 | 21:15 UTC–5     | Yotún 19′ | (1 – 1) Rapport | Bejarano 45+2′ | Lima Publik: 0<refgroup="not">MatchenPeru–BoliviaspeladesförtommaläktareeftersanktionerfrånFifapgaolämpligtuppträdandefrånPeruanskasupportersiPeruskvalmatchmotUruguay.</ref> Domare: Enrique Cáceres (Paraguay) | Lima Publik: 0<refgroup="not">MatchenPeru–BoliviaspeladesförtommaläktareeftersanktionerfrånFifapgaolämpligtuppträdandefrånPeruanskasupportersiPeruskvalmatchmotUruguay.</ref> Domare: Enrique Cáceres (Paraguay) |
| 21:15 UTC–5 | 21:15 UTC–5     |           |                 |                | Lima Publik: 0<refgroup="not">MatchenPeru–BoliviaspeladesförtommaläktareeftersanktionerfrånFifapgaolämpligtuppträdandefrånPeruanskasupportersiPeruskvalmatchmotUruguay.</ref> Domare: Enrique Cáceres (Paraguay) | Lima Publik: 0<refgroup="not">MatchenPeru–BoliviaspeladesförtommaläktareeftersanktionerfrånFifapgaolämpligtuppträdandefrånPeruanskasupportersiPeruskvalmatchmotUruguay.</ref> Domare: Enrique Cáceres (Paraguay) |
| 21:15 UTC–5 | 21:15 UTC–5     |           |                 |                | Lima Publik: 0<refgroup="not">MatchenPeru–BoliviaspeladesförtommaläktareeftersanktionerfrånFifapgaolämpligtuppträdandefrånPeruanskasupportersiPeruskvalmatchmotUruguay.</ref> Domare: Enrique Cáceres (Paraguay) | Lima Publik: 0<refgroup="not">MatchenPeru–BoliviaspeladesförtommaläktareeftersanktionerfrånFifapgaolämpligtuppträdandefrånPeruanskasupportersiPeruskvalmatchmotUruguay.</ref> Domare: Enrique Cáceres (Paraguay) |

Noteringar
1. ↑  Matchen Colombia–Ecuador var planerad att spelas klockan 15:30 lokal tid, men fick skjutas upp en och en halv timme på grund av kraftiga regnskurar.

## Målskyttar
Totalt gjordes det 201 mål i 72 matcher. 85 spelare gjorde mål, varav två spelare gjorde ett självmål.
11 mål (1 spelare)
- Luis Suárez

10 mål (1 spelare)
- Lionel Messi

9 mål (2 spelare)
- Gonzalo Higuaín
- Radamel Falcao

7 mål (1 spelare)
- Felipe Caicedo

6 mål (1 spelare)
- Teófilo Gutiérrez

5 mål (6 spelare)
- Sergio Agüero
- Eduardo Vargas
- Arturo Vidal
- Jefferson Farfán
- Edinson Cavani
- Salomón Rondón

4 mål (3 spelare)
- Marcelo Martins
- Alexis Sánchez
- Christian Benítez

3 mål (12 spelare)
- Ángel di María
- Ezequiel Lavezzi
- Maxi Rodríguez
- Carlos Saucedo
- Matías Fernández
- James Rodríguez
- Segundo Castillo
- Jefferson Montero
- Roque Santa Cruz
- Paolo Guerrero
- Claudio Pizarro
- Juan Arango

2 mål (13 spelare)
- Pablo Daniel Escobar
- Charles Aránguiz
- Gary Medel
- Dorlan Pabón
- Mario Yepes
- Édgar Benítez
- Jonathan Fabbro
- Richard Ortiz
- Cristian Riveros
- Carlos Zambrano
- Diego Forlán
- Diego Lugano
- Cristian Rodríguez

1 mål (43 spelare)
- Éver Banega
- Rodrigo Palacio
- Jaime Arrascaita
- Diego Bejarano
- Jhasmani Campos
- Rudy Cardozo
- Alejandro Chumacero
- Wálter Flores
- Gualberto Mojica
- Alcides Peña
- Matías Campos
- Pablo Contreras
- Marcos González
- Felipe Gutiérrez
- Esteban Paredes
- Waldo Ponce
- Humberto Suazo
- Pablo Armero
- Freddy Guarín
- Macnelly Torres
- Carlos Valdés
- Juan Camilo Zúñiga
- Jaime Ayoví
- Édison Méndez
- Joao Rojas
- Pablo César Aguilar
- Luis Nery Caballero
- Gustavo Gómez
- José Ariel Núñez
- Jorge Rojas
- Darío Verón
- Paolo Hurtado
- Juan Carlos Mariño
- Yoshimar Yotún
- Sebastián Eguren
- Maximiliano Pereira
- Cristhian Stuani
- Fernando Amorebieta
- Frank Feltscher
- César González
- Rómulo Otero
- Luis Manuel Seijas
- Oswaldo Vizcarrondo

Självmål (2 spelare)
- Diego Godín (mot Peru omgång 6)
- Juan Carlos Paredes (mot Chile omgång 9)